# Robert Doornbos
Robert Michael Doornbos (født 23. september 1981 i Rotterdam, Holland) er en hollandsk racerkører, der (pr. juli 2008) står noteret for at have kørt 11 Formel 1-Grand Prix'er, der blev kørt i 2005- og 2006-sæsonerne. Doornbos kørte for henholdsvis Minardi og Red Bull-teamet, men oplevede kun begrænset succes.
Han var testkører for Jordan i 2004, og han deltog i træningen i sæsonens sidste 3 løb. Han blev holdt som testkører i 2005, men han kom til Minardi efter at østrigeren Patrick Friesacher blev droppet pga. at hans sponsorer havde ikke betalt Minardi. Hans bedste placering var en 13. plads i Tyrkiet og Belgien. I 2006 kørte han for Red Bull, efter at Christian Klien var blevet droppet. Han kørte i de sidste tre løb, og gennemførte alle løbene.
Udover Formel 1 har Doornbos kørt i den amerikanske Champ Car-serie.